# Tom Dwan
Thomas Dwan Jr (sinh ngày 30 tháng 7 năm 1986)  là một người chơi poker chuyên nghiệp người Mỹ. Anh đã chơi trực tuyến trong các phiên bản No-Limit Texas Hold 'Em và Pot-Limit Omaha, chủ yếu chơi online tại Full Tilt Poker với tên nick là " durrrr ". Dwan đã giành được nhiều giải thưởng trong các giải đấu poker trực tiếp và đã xuất hiện trên chương trình Heads-Up Quốc Poker Championship, của NBC, xuất hiện trên mùa thứ tư, thứ năm, thứ sáu, và thứ bảy của giải Poker After Dark, mùa thứ ba, thứ tư và thứ năm của giải Million Dollar Cash Game của Full Tilt Poker,  và mùa thứ năm và thứ sáu của High Stakes Poker của GSN.

## Đầu đời
Tom Dwan sinh ngày 30 tháng 7 năm 1986, ở Edison, New Jersey. Dwan theo học Đại học Boston trước khi bỏ học để chơi poker toàn thời gian..

## Sự nghiệp poker

### Poker trực tuyến
Dwan bắt đầu chơi bài xì phé trực tuyến với số tiền 50 đô la. Ban đầu, anh tập trung vào các giải đấu sit-and-go sau đó, sau đó chuyển sang các trò chơi tiền mặt nhiều người chơi sau đó sang các trò chơi heads-up.
Theo HighStakesDB.com, một trang theo dõi lịch sử người chơi, Dwan kiếm được $312,800 trong năm 2007 trên Full Tilt Poker và $5.410.000 trong năm 2008. Trước kỳ World Series of Poker 2007, Dwan được ghi nhận là đang thua lỗ, vào thời điểm đó là 2 triệu đô la trên tổng 3 triệu đô vốn, trong vòng 4 tháng. Tuy nhiên, sau đó, anh đã kiếm lại được trong vòng một năm. Tháng 1 năm 2009, Dwan thua hơn 3.5 triệu đô, sau đó phục hồi chỉ trong 6 tháng. Tuy nhiên, từ cuối tháng 11 đến cuối tháng 12 năm 2009, Dwan đã chịu đợt lỗ ròng lớn nhất khi thua khoảng 2 triệu đô cho Phil Ivey, Ilari "Ziigmund" Sahamies và 5 triệu đô cho người chơi mới 19 tuổi đến từ Thụy Điển là Viktor Blom (hay Isildur1).
Vào giữa tháng 11 năm 2009, Viktor Blom thách đấu Dwan trong một loạt trò chơi tiền mặt No Limit Hold'em heads-up. Bước đột phá của Blom vào các trò chơi tiền mặt high-stakes trực tuyến bắt đầu vào cuối tháng 10 năm 2009, khi ban đầu anh thua 1,1 triệu đô la vào tay Patrik Antonius, Brian Townsend và những người chơi high-stakes khác. Đến đầu tháng 11, Blom đã phục hồi được khoản lỗ của mình. Sau đó, anh ta thách đấu Dwan tham gia một "cuộc chạy marathon" đối đầu sẽ diễn ra đồng thời trên sáu bàn cùng một lúc với hơn stack khởi điểm là 1 triệu đô la. Vào cuối tuần chơi đầu tiên, Blom thắng khoảng 5 triệu đô la từ Dwan, khiến Dwan đưa ra lời thách đấu trực tiếp với Blom tại Full Tilt Poker Durrrr Million Dollar Challenge.
Vào cuối năm 2009, HighStakesDB.com báo cáo rằng Dwan đã thua lỗ 4,35 triệu đô la trong năm 2009, điều này làm giảm số tiền thắng được từ poker trực tuyến tích lũy của anh tại Full Tilt kể từ tháng 1 năm 2007 xuống còn khoảng 1,4 triệu đô la.
HighStakesDB.com cũng báo cáo rằng sau khi giảm giới hạn sau trận thua Blom, Dwan đã giành được 2,7 triệu đô la vào tháng 12 năm 2009.
Cũng theo HighStakesDB.com, Dwan đã bù đắp được nhiều hơn khoản lỗ năm 2009 của mình trong vài tháng đầu năm 2010; anh ta được cho là đã giành được 1,6 triệu đô la trong hai tuần đầu tiên của tháng 4 năm 2010, và sau một session mà anh ta đã giành được 1,6 triệu đô la từ Sahamies trong vòng hơn hai giờ chơi. Anh lãi 7,3 triệu đô la cho đến ngày 21 tháng 4. Tuy nhiên, Dwan lỗ khoảng 4 triệu USD trong ba tuần tiếp theo, khiến lợi nhuận giảm xuống còn khoảng 3,3 triệu USD trong năm 2010.

#### Thách thức triệu đô
Vào tháng 1 năm 2009, Dwan đưa ra một thử thách trị giá $1.000.000 để chơi heads-up trực tuyến với bất kỳ ai, "ngoại trừ Phil Galfond", chơi 50.000 ván với bốn bàn cùng lúc ở giới hạn tối thiểu $200/$400 theo thể thức No Limit Holdem hoặc Pot-Limit Omaha. Nếu đối thủ của anh dẫn trước sau 50.000 ván bài, Dwan đồng ý thưởng cho họ thêm $1.500.000, trong khi nếu Dwan dẫn trước, anh sẽ nhận được $500.000. Về những người thách đấu mình, Dwan đã nói: "Tôi nghĩ rằng tất cả họ thực sự là những người chơi poker giỏi hơn tôi -- khá nhiều; tôi tình cờ nghĩ rằng trong một lĩnh vực (heads-up) này, tôi có thể có một chút lợi thế -- và chúng ta sẽ xem liệu tôi có làm được không."
Patrik Antonius và Daniel Cates chơi cùng Dwan như một phần của thử thách, nhưng cả hai thử thách đều không hoàn thành. Vào tháng 10 năm 2013, Cates đã dẫn trước khoảng 1,2 triệu USD sau khoảng 20.000 ván bài. Tuy nhiên, kể từ đó, Cates đã công khai tuyên bố rằng Dwan đã ngừng chơi và không phản hồi lại các câu hỏi của anh ấy. Vào tháng 8 năm 2017, Cates tuyên bố rằng Dwan đã trả cho anh ta khoảng 800.000 đô la tiền phạt vì bỏ cuộc, rằng Dwan đã cam kết hoàn thành trò chơi và họ dự kiến nó sẽ hoàn thành vào cuối năm 2018.

### Giải đấu trực tiếp
Ở tuổi 19, Dwan đã kiếm được tiền tại giải đấu trực tiếp đầu tiên của mình, về thứ 12 tại giải £3,000 No Limit Texas Hold 'em Main Event trong mùa thứ hai của European Poker Tour được tổ chức tại London, kiếm được £7,000 ($12,398). Khoản tiền mặt tiếp theo của anh đến khi anh 21 tuổi, ở sự kiện World Poker Finals $9,700 No Limit Hold 'em Championship Event thuộc khuôn khổ WPT 2007, anh về thứ 4 với tiền thưởng $324.244.
Vào tháng 1 năm 2008, Dwan về thứ hai tại sự kiện Aussie Millions A$3.000 Pot Limit Omaha with Rebuys, giành được A$103,200 ($90,716) và sau đó về đích ở vị trí thứ 62 trong A$10,000 No Limit Hold 'em Main Event, giành được A$25,000 ($21,976). 
Dwan về nhì sau James Michael Sowers tại WPT Borgata Winter Open 2008 trong sự kiện $5,000 No Limit Hold 'em, kiếm được $226.100.
Dwan đã kiếm được hai lần tiền mặt trong năm đầu tiên chơi tại các sự kiện của World Series of Poker (WSOP) được tổ chức tại Hoa Kỳ. Dwan lọt vào bàn chung kết của sự kiện $10,000 World Championship Mixed Event tại World Series of Poker 2008 và kết thúc ở vị trí thứ 8, kiếm được $54.144. Anh tiếp tục về đích ở vị trí thứ 8, lần này là trong sự kiện $5,000 No Limit 2-7 Draw with Rebuys, kiếm được $45.110.
Dwan đã tham gia 2008 NBC National Heads-Up Poker Championship được tổ chức tại Caesars Palace thuộc Las Vegas, nơi trong trận đấu đầu tiên anh đã đánh bại Phil Hellmuth ngay ở ván thứ ba. Dwan bị Mike Matusow loại ở vòng tiếp theo. 
Tại WPT Five-Star World Poker Classic năm 2008, Dwan về đích ở vị trí thứ chín, giành được $184.670.
Tại World Series of Poker 2010 trong sự kiện $1.500 No Limit Hold'em, Dwan về đích ở vị trí thứ hai với số tiền $381.885.
Vào năm 2011, Dwan đã kiếm được ba lần tiền mặt tại World Series of Poker 2011, bao gồm cả việc về đích ở vị trí thứ 5 tại sự kiện $10.000 H.O.R.S.E thu về $134.480.
Năm 2017, Dwan xuất hiện tại Macau Billionaire's Poker 2017 Spring Challenge diễn ra tại Babylon Casino ở Ma Cao. Giải Super High Roller diễn ra từ ngày 17 đến ngày 20 tháng 3 chứng kiến Dwan chịu thua trước người chơi đến từ Belarus, Mikita Badziakouski và về đích ở vị trí thứ hai thu về $275,000.
Tính đến năm 2024, tổng số tiền thắng giải đấu trực tiếp của Tom Dwan đã vượt quá 6,8 triệu đô la.

### Tiền mặt trực tiếp
Dwan trước đây đã giữ kỷ lục về số tiền thắng cược lớn nhất trong một ván đấu trực tiếp trên truyền hình với hơn 1,1 triệu đô la, diễn ra trong mùa thứ tư của Full Tilt Poker's Million Dollar Cash Game. Kỷ lục này đã phá vỡ kỷ lục trước đó là hơn $919.000 mà Dwan đã giành được trong mùa thứ năm của High Stakes Poker. Anh tiếp tục phá kỷ lục khi thắng một ván đấu trị giá 3,1 triệu đô la tại Hustler Casino Live Million Dollar Game vào cuối tháng 5 năm 2023. Từ năm 2016, Dwan đã dành phần lớn thời gian để chơi các trò chơi tiền mặt có mức cược cao ở Ma Cao và Manila.

### Team Full Tilt
Vào tháng 11 năm 2009, Dwan trở thành thành viên của Team Full Tilt và tái ký hợp đồng làm đại sứ thương hiệu cho trang web này vào ngày 15 tháng 10 năm 2012.
Vào tháng 12 năm 2013, Full Tilt Poker xác nhận rằng họ và Dwan đã đồng ý chia tay sau khi kết thúc hợp đồng.

### High Stakes Duel III
Tom Dwan thách đấu Phil Hellmuth ở vòng 2 của sự kiện High Stakes Duel III tổ chức bởi Poker Go. Dwan đã chấm dứt chuỗi chiến thắng của Hellmuth và mang về $200.000. Bộ đôi này đã đồng ý tham gia vòng 3 với mức cược gấp đôi sẽ diễn ra ở Las Vegas vào một thời điểm nào đó trong World Series of Poker năm 2021.

### Phong cách
Trong một video trên YouTube bình luận về ván bài do Dwan chơi tại Hustler Casino ở California 2023, người bạn và người chơi poker Phil Galfond đã mô tả Tom Dwan là người có nhiều suy nghĩ mỗi phút nhất so với bất kỳ người chơi poker nào mà anh ấy biết. Galfond đề cập rằng Dwan đang phân tích từng mẩu thông tin với tốc độ và chiều sâu suy nghĩ đến mức "nực cười".
Tom Dwan là hình mẫu tiêu biểu của cả một thế hệ người chơi trực tuyến. Thế hệ đó đã tạo nên tên tuổi cho mình với lối chơi siêu hung hãn (hyper-aggressive style). Vào thời điểm nhiều người chơi poker chuyên nghiệp cổ điển vẫn đang cố gắng thuyết giảng về lối chơi chặt chẽ và thụ động, thì lối chơi của Dwan đã mang tính cách mạng nhờ vào sự năng nổ và chủ động, cả preflop và postflop.
Phong cách hung hãn này được thể hiện rõ nếu bạn tìm kiếm những cú bluff của Tom Dwan trên YouTube. Bạn sẽ tìm thấy rất nhiều video về huyền thoại poker thực hiện những "nước đi hoang dã" mà khó có ai khác có thể làm được. Phong cách chơi này đã giúp ích rất nhiều cho anh trong các trận đấu khi anh ấy khi đối đầu với những tên tuổi lớn nhất thế giới, bao gồm cả Daniel Cates.

## Cuộc sống cá nhân
Vào ngày 27 tháng 1 năm 2018, Dwan thông báo trên tài khoản Twitter của mình rằng anh và người yêu hiện tại - Bianca Rossi dự định kết hôn.